# كاساس أدوبز
كاساس أدوبز (بالإنجليزية: Casas Adobes, Arizona)‏ هي مدينة تقع في مقاطعة بيما، أريزونا بولاية أريزونا في الولايات المتحدة. تبلغ مساحتها 58.6 (كم²)، وترتفع عن سطح البحر 735 م، بلغ عدد سكانها 66795 نسمة في عام 2010 حسب إحصاء مكتب تعداد الولايات المتحدة وتصل الكثافة السكانية فيها 921.7 نسمة/كم2.

## التركيبة السكانية
حدّد مكتب تعداد الولايات المتحدة بيانات التركيبة السكانية لكاساس أدوبز في تعداد الولايات المتحدة. في ما يلي، التركيبة السكانية حسب تعدادي 2000 و2010.

### تعداد عام 2000
بلغ عدد سكان كاساس أدوبز 54,011 نسمة بحسب تعداد عام 2000، وبلغ عدد الأسر 22,066 أسرة وعدد العائلات 14,724 عائلة مقيمة في المنطقة السكنية. في حين سجلت الكثافة السكانية 778.9 نسمة لكل كيلومتر مربع (2,017.3/ميل2). وبلغ عدد الوحدات السكنية 23,655 وحدة بمتوسط كثافة قدره 341.1 لكل كيلومتر مربع (883.4/ميل2).
وتوزع التركيب العرقي للمنطقة السكنية بنسبة 88.67% من البيض و1.65% من الأمريكيين الأفارقة و0.66% من الأمريكيين الأصليين و2.18% من الأمريكيين ذوي الأصول الآسيوية و0.06% من سكان جزر المحيط الهادئ و4.47% من الأعراق الأخرى و2.31% من عرقين مختلطين أو أكثر و13.76% من الهسبانيون أو اللاتينيون من أي عرق.
بلغ عدد الأسر 22,066 أسرة كانت نسبة 31.9% منها لديها أطفال تحت سن الثامنة عشر تعيش معهم، وبلغت نسبة الأزواج القاطنين مع بعضهم البعض 54.3% من أصل المجموع الكلي للأسر، ونسبة 9.2% من الأسر كان لديها معيلات من الإناث دون وجود شريك، بينما كانت نسبة 3.2% من الأسر لديها معيلون من الذكور دون وجود شريكة وكانت نسبة 33.3% من غير العائلات. تألفت نسبة 26.9% من أصل جميع الأسر من عدة أفراد يعيشون في نفس المنزل ونسبة 10.2% كانت تتألف من شخص يعيش بمفرده يبلغ من العمر 65 عاماً أو أكثر. وبلغ متوسط حجم الأسرة المعيشية 2.40، أما متوسط حجم العائلات فبلغ 2.93.
بلغ العمر الوسطي للسكان 39.4 عاماً. وكانت نسبة 23% من القاطنين تحت سن الثامنة عشر، وكانت نسبة 8% بين الثامنة عشر والرابعة والعشرين عاماً، ونسبة 28.2% كانت واقعةً في الفئة العمرية ما بين الخامسة والعشرين والرابعة والأربعين عاماً، ونسبة 24.5% كانت ما بين الخامسة والأربعين والرابعة والستين، ونسبة 14.5% كانت ضمن فئة الخامسة والستين عاماً فما فوق. يوجد لكل 100 أنثى 91.7 ذكر، ويوجد لكل 100 أنثى في الثامنة عشر من عمرها فما فوق 88.5 ذكر.
بلغ متوسط دخل الأسرة في المنطقة السكنية 49,736 دولارًا، أما متوسط دخل العائلة فبلغ 57,926 دولارًا. وكان متوسط دخل الذكور 40,323 دولارًا مقابل 29,892 دولارًا للإناث. وسجل دخل الفرد الخاص بالمنطقة السكنية 24,230 دولارًا. وكانت نسبة 3.9% من العائلات ونسبة 5.3% من السكان تحت خط الفقر، وكان من هؤلاء نسبة 5.7% تحت سن الثامنة عشر ونسبة 5% في الخامسة والستين من العمر وما فوق.

### تعداد عام 2010
بلغ عدد سكان كاساس أدوبز 66,795 نسمة بحسب تعداد عام 2010، وبلغ عدد الأسر 28,096 أسرة وعدد العائلات 17,573 عائلة مقيمة في المنطقة السكنية. في حين سجلت الكثافة السكانية 963.3 نسمة لكل كيلومتر مربع (2,494.9/ميل2). وبلغ عدد الوحدات السكنية 30,364 وحدة بمتوسط كثافة قدره 437.9 لكل كيلومتر مربع (1,134.2/ميل2).
وتوزع التركيب العرقي للمنطقة السكنية بنسبة 84.50% من البيض و2.10% من الأمريكيين الأفارقة و0.95% من الأمريكيين الأصليين و3.23% من الأمريكيين ذوي الأصول الآسيوية و0.12% من سكان جزر المحيط الهادئ و5.56% من الأعراق الأخرى و3.54% من عرقين مختلطين أو أكثر و20.89% من الهسبانيون أو اللاتينيون من أي عرق.
بلغ عدد الأسر 28,096 أسرة كانت نسبة 27% منها لديها أطفال تحت سن الثامنة عشر تعيش معهم، وبلغت نسبة الأزواج القاطنين مع بعضهم البعض 47.3% من أصل المجموع الكلي للأسر، ونسبة 10.7% من الأسر كان لديها معيلات من الإناث دون وجود شريك، بينما كانت نسبة 4.5% من الأسر لديها معيلون من الذكور دون وجود شريكة وكانت نسبة 37.5% من غير العائلات. تألفت نسبة 29.7% من أصل جميع الأسر من عدة أفراد يعيشون في نفس المنزل ونسبة 11.6% كانت تتألف من شخص يعيش بمفرده يبلغ من العمر 65 عاماً أو أكثر. وبلغ متوسط حجم الأسرة المعيشية 2.34، أما متوسط حجم العائلات فبلغ 2.91.
بلغ العمر الوسطي للسكان 41.6 عاماً. وكانت نسبة 20.6% من القاطنين تحت سن الثامنة عشر، وكانت نسبة 9% بين الثامنة عشر والرابعة والعشرين عاماً، ونسبة 24.5% كانت واقعةً في الفئة العمرية ما بين الخامسة والعشرين والرابعة والأربعين عاماً، ونسبة 29% كانت ما بين الخامسة والأربعين والرابعة والستين، ونسبة 17% كانت ضمن فئة الخامسة والستين عاماً فما فوق. وتوزع التركيب الجنسي للسكان بنسبة 47.6% ذكور و52.4% إناث.